# Raid 2020
Raid 2020 is een videospel dat werd ontwikkeld en uitgegeven door Color Dreams. Het spel kwam in 1989 uit voor het platform Nintendo Entertainment System. Het spel speelt zich af in het jaar 2020 en de speler speelt Shadow, die de toekomst moet redden. Het spel is een zijwaarts scrollend spel voor één persoon.